# Mastax philippina
Mastax philippina é uma espécie de carabídeo da tribo Brachinini, com distribuição restrita às Filipinas.